# Ilex villosula
Ilex villosula är en järneksväxtart som beskrevs av Ludwig Eduard Loesener. Ilex villosula ingår i släktet järnekar, och familjen järneksväxter. Inga underarter finns listade i Catalogue of Life.